# Giovanni Travaglia
Giovanni Travaglia (* 1643 in Palermo; † 1687 ebenda) war ein italienischer Bildhauer und Architekt des Barock auf Sizilien.
Travaglia war der Sohn von Mattia Guercio, einer Schwester von Gaspare Guercio und durch sie Halbbruder von Gaspare Serpotta (1634–1670), in dessen Werkstatt er wahrscheinlich gelernt hat. Der künstlerisch dominanten Persönlichkeit seines Neffen Giacomo Serpotta (1656–1732) hatte Travaglia als eigenständiger Bildhauer kaum etwas entgegenzusetzen, so sind nur wenige seiner Arbeiten nachgewiesen.
Als Architekt des Senats von Palermo war er an den Arbeiten des Kreuzgangs der S. Francesco d’Assisi beteiligt und als Bildhauer schuf er 1673 für die Balustrade vor der Kathedrale von Palermo die Figuren der Heiligen Galbodeo, Mamiliano und Agatone. Im Innern der Kathedrale stammt die Marmorskulptur der heiligen Rosalia (1638) von ihm. 1670 bis 1672 modellierte er nach Zeichnungen von Paolo Amato die Figuren der Heiligen Drei Könige sowie den Evangelisten Johannes und Paulus für die Cappella Immacolata der Chiesa del Gesù.
Sein älterer Bruder Bartolomea Travaglia (1626–1683) war ebenfalls Bildhauer in Palermo.